# Буревій (гурт)
«Буревій» —  атмосферний/пост блек-метал колектив, створений у 2006 році у Львові. Перша назва гурту — Delirium, КРУК.

## Історія
Гурт створив у листопаді 2006 року гітарист Raven разом з драммером Burzum-ом, та басистом Andrew. Під назвою Delirium гурт розпочав діяльність в стилі, близькому до death metal. Згодом в гурті вимальовується чітка концепція — язичницька тематика. Весною 2007 року гурт перебираєтся на нову репетиційну базу, до нього приєднуєтся ритм-гітарист Т. Він з'являється в червні, коли до гурту приєднується Біла Лють.
Колектив змінює назву на КРУК. Гурт починає активніше розвиватись.
Пробний виступ відбувся 6 жовтня 2007 року. За певних обставин колектив змінює свою назву на Буревій. У 2008 році виступають на Night metal fest, BMUnion fest, Metalpoint fest та продовжуючи концерту діяльність беруть участь у Folk-pagan fest та Pagan fest, Neformat fest та інших фестивалях. 2010-го року Beralb стає новим басистом на зміну Andrew. У 2013 році видано перше демо гурту під назвою «Помсти лють несамовита». Згодом, Beralb покидає проект, басисткою стає ValkyriAnn. Два роки гурт працює над новим альбомом «Втаємничене за межами простору», який побачив світ у 2015 році на лейблі Darker than Black Records. У 2019 році гурт порушує кількарічне мовчання, оголошуючи про вихід нового матеріалу.  А також, гурт зазнав змін у складі. Так, проект покинула вокалістка White Fury, а заміною їй стає Evig Mørke. У той же час до гурту приєднується новий гітарист Askold. 5 червня 2020 року Буревій випускає ЕP"Gods Of The Copybook Headings", який складається із двох версій однієї композиції: акустичної та блек метал. Разом із виходом ЕР колектив заявляє про те, що працює над другим повноформатним альбомом. 

## Склад гурту
- Evig Mørke — вокал;
- Nemezis — вокал;
- ValkyriAnn — бас-гітара;
- Raven — соло-гітара;
- Askold   — гітара.

## Колишні учасники
- Andrew — бас-гітара;
- Beralb — бас-гітара;
- White Fury — вокал;
- Jotunhammer — ударні.

## Дискографія
- Помсти лють несамовита — 2013;
- Concealed Beyond the Space — 2015.
- Gods Of The Copybook Headings — 2020